# قومول
قومول  یا هامی شهری واحه‌ای و منطقهٔ شهری تابع «شهر در سطح ولایت قومول» در شرق ناحیه خودگردان سین‌کیانگ (ترکستان شرقی)، در کشور چین است.
برای تمیز قائل شدن بین شهر قومول و واحد تقسیمات اداری مافوق موسوم به «شهر در سطح ولایت» قومول، نام رسمی منطقهٔ شهری تورفان، منطقه ایویرغول (به اویغوری: ئىۋىرغول رايونى) و یا منطقه ییژو (به چینی: 伊州区، به پین‌یین: Yīzhōu Qū) است.
منطقهٔ شهری قومول (منطقه ایویرغول) ۵۶۹٬۳۸۸ نفر جمعیت دارد.

## جمعیت
| ترکیب قومیتی منطقه ایویرغول | ترکیب قومیتی منطقه ایویرغول | ترکیب قومیتی منطقه ایویرغول | ترکیب قومیتی منطقه ایویرغول | ترکیب قومیتی منطقه ایویرغول |
| --------------------------- | --------------------------- | --------------------------- | --------------------------- | --------------------------- |
| قومیت                       | قومیت                       |                             | درصد                        | درصد                        |
| هان                         | هان                         |                             | ۶۸٫۴٪                       | ۶۸٫۴٪                       |
| اویغور                      | اویغور                      |                             | ۲۳٫۵٪                       | ۲۳٫۵٪                       |
| هوئی                        | هوئی                        |                             | ۳٫۹٪                        | ۳٫۹٪                        |
| قزاق                        | قزاق                        |                             | ۳٫۰٪                        | ۳٫۰٪                        |
| منجو                        | منجو                        |                             | ۰٫۴٪                        | ۰٫۴٪                        |
| مغول                        | مغول                        |                             | ۰٫۳٪                        | ۰٫۳٪                        |
| سایر                        | سایر                        |                             | ۰٫۵٪                        | ۰٫۵٪                        |
| منبع سرشماری جمعیت :        |                             |                             |                             |                             |

## تقسیمات اداری
منطقه ایویرغول متشکل از ۵ ناحیه، ۷ شهرک، ۱۰ قصبه و ۲ قصبهٔ قومیتی برای مردم قزاقاست. این ۵ ناحیه، مناطق شهری اصلی قومول را در بر می گیرند، و مجموعا مساحتی معادل ۱۰۳٫۶ کیلومتر مربع، و جمعیتی معادل ۲۴۶٬۳۷۳ نفر (۲۰۱۱) را در بر می گیرند.
- ناحیه کرانه شرقی (به اویغوری: شەرقىي ئۆستەڭ كوچا باشقارمىسى)(به چینی:‌ 东河街道، به پین‌یین: Dōnghé Jiēdào)
- ناحیه کرانه غربی (به اویغوری: غەربىي ئۆستەڭ كوچا باشقارمىسى)(به چینی:‌ 西河街道، به پین‌یین: Xīhé Jiēdào)
- ناحیه شمال شهر (به اویغوری: شەھەر شىمالىي كوچا باشقارمىسى)(به چینی:‌ 城北街道، به پین‌یین: Chéngběi Jiēdào)
- ناحیه گل‌باغ / لییوان (به اویغوری: گۈلباغ كوچا باشقارمىسى)(به چینی:‌ 丽园街道، به پین‌یین: Lìyuán Jiēdào)
- ناحیه شهر نو میدان نفتی (به اویغوری: نېفىتلىك يېڭى شەھىرى كوچا باشقارمىسى)(به چینی:‌ 石油新城街道، به پین‌یین: Shíyóu xīnchéng Jiēdào)

- شهرک یامانسو (به اویغوری: يامانسۇ بازىرى)(به چینی:‌ 雅满苏镇، به پین‌یین: Yǎmǎnsū  Zhèn)
- شهرک یتّی‌قودوق (به اویغوری: يەتتەقۇدۇق بازىرى)(به چینی:‌ 七角井镇، به پین‌یین: Qījiǎojǐng Zhèn)
- شهرک آرایولتوز / شینگشینگشیا (به اویغوری: ئارايۇلتۇز (شىڭشىڭشيا) بازىرى‎)(به چینی:‌ 星星峡镇، به پین‌یین: Xīngxīngxiá Zhèn)
- شهرک آستانه / اِرپو (به اویغوری: ئاستانە بازىرى)(به چینی:‌ 二堡镇، به پین‌یین: Èrpù Zhèn)
- شهرک پهلوان‌تور / تائوجیاگونگ (به اویغوری: پالۋانتۇر بازىرى)(به چینی:‌ 陶家宫镇، به پین‌یین: Táojiāgōng Zhèn)
- شهرک قره‌دووه / ووپو (به اویغوری: قارادۆۋە بازىرى)(به چینی:‌ 五堡镇، به پین‌یین: Wǔpù Zhèn)
- شهرک تارانچی (به اویغوری: لاسكۇي بازىرى)(به چینی:‌ 三道岭镇، به پین‌یین: Sāndàolǐng Zhèn)

- قصبه تاش‌ولیق (به اویغوری: تاشۋېلىق يېزىسى)(به چینی:‌ 沁城乡، به پین‌یین: Qìnchéng Xiāng)
- قصبه قوش‌قودوق (به اویغوری: قوشقۇدۇق يېزىسى)(به چینی:‌ 双井子乡، به پین‌یین: Shuāngjǐngzǐ Xiāng)
- قصبه بولونگ‌توغراق / داچوان‌وان (به اویغوری: بۇلۇڭتوغراق يېزىسى)(به چینی:‌ 大泉湾乡، به پین‌یین: Dàquánwān Xiāng)
- قصبه شهر‌ ایچی (درون‌شهر) (به اویغوری: شەھەر ئىچى يېزىسى)(به چینی:‌ 回城乡، به پین‌یین: Huíchéng Xiāng)
- قصبه راحت‌باغ (به اویغوری: راھەتباغ يېزىسى)(به چینی:‌ 花园乡، به پین‌یین: Huāyuán Xiāng)
- قصبه بوغاز (به اویغوری: بوغاز يېزىسى)(به چینی:‌ 南湖乡، به پین‌یین: Nánhú Xiāng)
- قصبه غربی‌تاغ (به اویغوری: غەربىتاغ يېزىسى)(به چینی:‌ 西山乡، به پین‌یین: Xīshān Xiāng)
- قصبه تنگری‌تاغ / تیانشان (به اویغوری: تەڭرىتاغ يېزىسى)(به چینی:‌ 天山乡، به پین‌یین: Tiānshān Xiāng)
- قصبه آق‌تاش (به اویغوری: ئاقتاش يېزىسى)(به چینی:‌ 白石头乡، به پین‌یین: Báishítóu Xiāng)
- قصبه قویلوق (به اویغوری: قويلۇق يېزىسى)(به چینی:‌ 柳树沟乡، به پین‌یین: Liǔshùgōu Xiāng)

- قصبه قزاق اولاتای (به اویغوری: ئۇلاتاي قازاق يېزىسى‎)(به قزاقی: ۇلاتاي قازاق ۇلتتىق اۋىلى)(به چینی:‌ 乌拉台哈萨克民族乡، به پین‌یین: Wūlātái Hāsàkè Mínzúxiāng)
- قصبه قزاق دبل‌دوروک (به اویغوری: دەۋەلدۈرۈك قازاق يېزىسى‎)(به قزاقی: دەبەلدىرىك قازاق ۇلتتىق اۋىلى)(به چینی:‌ 德外里都如克哈萨克族乡، به پین‌یین: Déwàilǐdōurúkè Hāsàkè Mínzúxiāng)